# Constancia floral

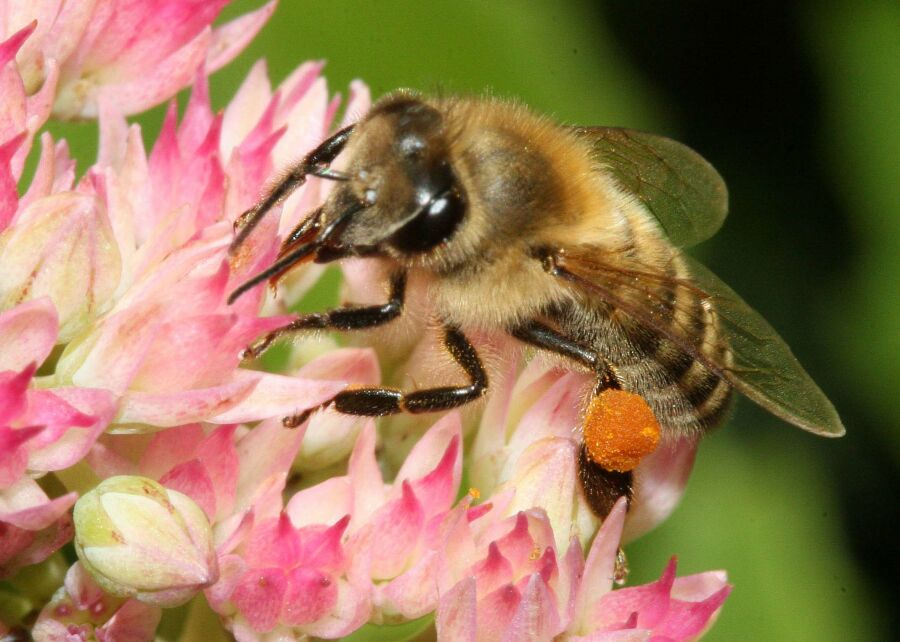
Abeja doméstica en Hylotelephium.

La constancia floral o constancia de los polinizadores se define como la tendencia de polinizadores individuales a visitar repetidamente flores de una misma especie y a pasar por alto otras en la proximidad. La constancia floral es diferente de otros tipos de especializaciones de los insectos polinizadores tales como la preferencia innata por flores de ciertos colores o la tendencia a visitar las flores con más néctar o polen.
La constancia floral se ha observado en muchos polinizadores, especialmente en la abeja doméstica (Apis mellifera), abejorros (Bombus terrestris), y en mariposas (Thymelicus flavus). Por ejemplo la abeja doméstica demuestra preferencia por ciertas flores y vuelve repetidamente a estas aun cuando haya otras cerca con más néctar o polen. Esto se ha comprobado en experimentos en que la abeja sigue visitando el mismo tipo de flores y no acude a otras cercanas de un color diferente. La constancia floral tiende a ser temporaria, el polinizador elige otras flores cuando la especie original termina su floración. Aun se da el caso de constancia floral diferente según las horas del día debido a que algunas flores se abren solo por la mañana o por la tarde.

## Constancia floral como comportamiento adaptativo
La constancia floral favorece la polinización, es decir que los polinizadores que son más constantes tienen mayor probabilidad de transferir polen a plantas coespecíficas. También, la constancia floral evita la pérdida de polen en vuelos interespecíficos y evita saturar los estigmas con polen de otras especies. La constancia floral es incrementada cuando las flores son muy disimilares, por ejemplo, en su coloración. Cuando, en una comunidad floral, todas las flores son de colores similares, la constancia se suele ver reducida, porque es difícil diferenciar las flores de distintas especies, mientras que la constancia tiende a permanecer alta cuando las flores de cada especie son de diferentes colores.
La constancia floral beneficia a las plantas, pero es dudoso que tal constancia sea beneficiosa o adaptativa para los polinizadores. Los individuos que practican constancia floral pasan de largo otras flores que tal vez podrían proporcionar más polen o néctar. Como consecuencia, parece contradecir los modelos de forrajeo óptimo en que el animal usa un mínimo de esfuerzo para conseguir un máximo de los recursos buscados. Como consecuencia de esta aparente contradicción, se han formulado varias hipótesis para explicar las ventajas o adaptabilidad de la constancia floral para el polinizador.

### Otras hipótesis para explicar la constancia floral
Una posible explicación es la limitación de la memoria del insecto. Otra posibilidad es el costo del aprendizaje.